# 日総工産
日総工産株式会社（にっそうこうさん）は、エンジニア派遣・製造派遣、人材紹介、製造請負等の製造系人材サービスを行っている日本の企業。1971年（昭和46年）2月3日に創業した、製造業分野における人材派遣・請負の大手。神奈川県横浜市港北区新横浜1丁目4-1にある日総工産新横浜ビル内に本社を置く。英名はNISSO CORPORATION。
本稿では、2023年10月2日に設立された純粋持株会社であるNISSOホールディングス株式会社（にっそーホールディングス）についても記述する。

## 概要
製造工程のエンジニア派遣・製造派遣を中心に、人材紹介、製造請負等を展開している企業。他にも日総ブレイン、日総ニフティ、日総ぴゅあ、ニコン日総プライム、ベクトル伸和などのグループ会社を抱えている。
イメージキャラクター（同社曰くメインキャラクター）は「せいぞうくん」。
2021年10月より、自社求人サイト「工場求人ナビ」のプロモーションに黒島結菜を起用。

## 沿革
| 年   | 事柄 |
| ---- | --- |
| 1971 | 前身の日総工営株式会社を設立 |
| 1980 | 日総工産株式会社設立 |
| 1986 | 日総工産株式会社本社を横浜市鶴見区に移転 |
| 1997 | 日総工産株式会社本社機能を横浜市港北区に移転 |
| 2002 | 有料職業紹介事業の許可取得、一般労働者派遣事業の許可取得 |
| 1997 | 横浜市港北区に新本社社屋「日総工産新横浜ビル」が竣工。 |
| 2005 | 本社事業所が環境マネジメント国際規格「ISO 14001:2004」の認証取得。 |
| 2006 | プライバシーマーク認定 |
| 2007 | 日総ぴゅあ株式会社設立（日総工産株式会社の特例子会社） |
| 2011 | 一般社団法人日本生産技能労務協会の会長に清水竜一が就任。厚生労働省委託事業「製造請負優良適正事業者」を認定取得。                                                                      |
| 2015 | 厚生労働省委託事業「優良派遣事業者」を認定取得。 |
| 2016 | 宮城県栗原市に教育研修施設「日総テクニカルセンター東日本」を開設し、同時に宮城県より「認定職業訓練実施事業所（認定職業訓練校）」として認定。                                          |
| 2018 | 3月に東京証券取引所第一部上場。 教育研修施設「日総テクニカルセンター中日本」を開設し、長野県から認定職業能力開発校として認定                                                          |
| 2020 | 株式会社ニコン日総プライム合弁会社化 |
| 2021 | 創業50周年 株式会社ベクトル伸和子会社化 |
| 2022 | 株式会社LeafNxT 合弁会社化 株式会社ニコン日総プライム 子会社化 |
| 2023 | 教育研修施設「日総テクニカルセンター熊本」を開設 10月2日 株式移転により純粋持株会社であるNISSOホールディングス株式会社を設立し、東京証券取引所プライム市場に上場                      |
| 2024 | 株式会社アイズを子会社化 研修施設「日総EVテクニカルセンター関西」開設 教育研修施設「日総テクニカルセンター熊本」を増設 株式会社ツナググループ・ホールディングスを持分法適用関連会社化 |

## 提供番組
現在
- 千鳥のクセスゴ！（フジテレビ系列、2023年4月 - ）
- 若っ人ランド（テレビ熊本、2021年10月 - ）

過去
- 新しいカギ（フジテレビ系列、2021年10月 - 2022年3月）
- ジャンクSPORTS（フジテレビ系列、2022年4月 - 2023年3月）

## イメージキャラクター
- 黒島結菜（2021年 - ）

## グループ会社
- 日総工産株式会社
- 株式会社ベクトル伸和
- 株式会社アイズ
- 日総ブレイン株式会社
- 株式会社ニコン日総プライム
- 日総ぴゅあ株式会社
- 株式会社LeafNxT（持分法適用関連会社）
- 日総ニフティ株式会社
- 株式会社ツナググループ・ホールディングス（持分法適用関連会社）